# Johan Herman Lie Vogt
Johan Herman Lie Vogt (14 octobre 1858 - 3 janvier 1932) est un géologue et pétrologue norvégien. Vogt est professeur à l'Université d'Oslo et à l'Institut norvégien de technologie.

## Biographie
Vogt est né à Tvedestrand, en Norvège. Il est le fils du médecin Olaus Fredrik Sand Vogt et de Mathilde Eliza Lie. Il est le neveu du mathématicien Sophus Lie (1842-1899). Le psychiatre Ragnar Vogt (1870-1943) est un frère cadet. Vogt étudie à l'Institut technique de Dresde et en 1880 est diplômé de l'Université de Christiania (aujourd'hui Université d'Oslo). Vogt est cand.min. à partir de 1880.

## Carrière
Vogt est nommé professeur de métallurgie à l'Université de Christiania de 1886 à 1912. Lors de la création de l'Institut norvégien de technologie de Trondheim. Vogt devient le premier professeur de géologie du collège et occupe le poste de 1912 à 1928. Vogt est responsable du développement du département de géologie de l'institut. Il est remplacé par son fils Thorolf Vogt. Johan Vogt reçoit la médaille Wollaston de la Société géologique de Londres en 1932 .

## Vie privée
Il épouse Martha Johanne Abigael Kinck en 1887. Il est le père de l'ingénieur Fredrik Vogt (1892-1970), du géologue Thorolf Vogt (1888-1958), de l'économiste social Johan Vogt (1900-1991) et du rédacteur en chef Jørgen Vogt (1900-1972).